# آگوست ژرژ دارزنز
آگوست ژرژ دارزنز (انگلیسی: Auguste Georges Darzens; ۱۲ ژوئیهٔ ۱۸۶۷ – ۱۰ سپتامبر ۱۹۵۴) شیمی‌دان، و استاد دانشگاه اهل فرانسه بود.